# Gualatiro
De Gualatiro (ook wel Huallatiri, Huallataire, Punata genoemd) is een vulkaan van 6.071 meter hoog. Het is een van de actiefste stratovulkanen in Noord-Chili. De meest recente uitbarsting vond plaats in 1985.